# Фундаментализам
Фундаментализам (лат. fundamentum — основа) јесте начин мишљења у коме се одређена начела сматрају за суштинске истине које, без обзира на њихову садржину имају непроменљив и неприкосновен ауторитет. Супстанцијални фундаментализми имају мало или ништа заједничког осим што њихове присталице обично показују озбиљност и ватреност које проистичу из доктринарне чврстине. Иако се обично доводи у везу са религијом и дословном истином светих списа, фундаментализам се сусреће и у политичким доктринама. Штавише, и за либерални скептицизам може се рећи да садржи фундаментално веровање да све теорије треба довести у питање. Иако се термин често користи пеjоративно да би означио нефлексибилност, догматизам и ауторитаризам, фундаментализам може да изрази и несебичност и оданост начелима.

## Верски фундаментализам
Религија и политика преклапају се у много тачака а свакако није најмање значајна она која се тиче развоја најважнијих идеолошких традиција. Етички социјализам је на пример постао саставни део различитих верских доктрина, доприневши настанку хришћанског и муслиманског социјализма. Протестантизам је довео до обликовања идеје о самомотивисаној и индивидуалној одговорности која је нашла израз у класичном либерализму. Верски фундаментализам се разликује по томе што посматра све аспекте јавног и приватног живота као секундарне у односу на објављене верске доктрине. Са тог гледишта политички и друштвени требало би да буде организован на основу онога што се сматра кључним, односно истинским верским начелима, обично подупртим вером у дословну истину светих списа. Пошто је таква начела могуће развити у потпун поглед на свет, верски фундаментализам се оправдано може сматрати идеологијом.
Постоје два супротстављена мишљења одакле потиче верски фундаментализам и зашто се он јавља на крају двадесетог века. Једно приказује фундаментализам као скретање, односно прилагођавање која чине друштва током навикавања на модерну и секуларизовану културу. Друго истиче да фундаментализам има трајан значај и да је последица неуспеха секуларизма да задовољи вечиту људску потребу за духовном истином.
Облици верског фундаментализма појавили су се у различитим деловима света. У САД је седамдесетих година 20. века почео да расте значај хришћанског фундаментализма као последица појаве нове хришћанске деснице која се залаже за забрану абортуса, увођење молитве у америчким школама и повратак традиционалним породичним вредностима. У покушају да се палестинској држави у настајању онемогући уступање територија коју сматрају за јеврејску домовину, у Израелу је порастао значај јеврејског фундаментализма који је дуго представљала група малих религиозних партија. Хиндуистички фундаментализам у Индији развио се као отпор ширењу западног секуларизма и тежње да се супротстави утицају супарничких веровања као што су ислам и религија Сика.
Политички гледано најзначајнији модерни фундаментализам је без сумње исламски. Два жаришта фундаменталистичких покрета у исламском свету појавила су се током 19. века на различитим местима – салафизам у Арабији и деобандизам у Индији. Оба покрета настала су као реакција отпора на утицај британског колонијализма и ширења европских модернистичких идеја, а карактеришу их ригидно тумачење Курана и одбацивање свих модерних интерпретација. У 20. веку оба покрета су брзо раширена, први због утицаја богатих заливских монархија, а други међу сиромашним становништвом Индијског потконтинента (Пакистан и Индија) због прихватања идеологије као средства за испољавање антизападњаштва и као антипатије према неоколонијализму западних сила. Оба фундаменталистичка покрета произвела су екстремне струје које су обележиле геополитичку ситуацију Блиског истока почетком 21. века – салафистичку Ал Каиду основану од стране Саудијаца и деобандијске талибане у Пакистану. Подударање основних постулата ових покрета и заједничка борба против СССР-а у Авганистану довели су до политичке синтезе што се најјасније одразило у талибанском режиму у Авганистану 1997—2001. Исламски фундаментализам посебно је био успешан у исказивању тежњи градске сиротиње у земљама у развоју, које су до седамдесетих година двадесетог века веома често биле привучене социјализмом било у исламском или марксистичко-лењинистичком одлику.

## Нерелигиозни фундаментализам
Термин фундаментализам се пежоративно користи као назив за филозофије за које се сматра да су дословно настројене или које заузимају становиште да су једини извор објективне истине, независно од тога што се таква гледишта обично називају религијом. На пример, надбискуп од Велса је нашироко критиковао „атеистички фундаментализам” и према његовим речима „било која врста фундаментализма, било да је библијска, атеистичка или исламска је опасна”. Он је исто тако рекао, „нови фундаментализам нашег доба ... доводи до језика искључивања или ексклузивности, екстремизама и поларизације, и становишта по којима, пошто је Бог на нашој страни, он није на вашој.”
У свом делу Нова инквизиција, Роберт Антон Вилсон сатирично исмејава чланове скептичких организација као што је Комитет за научно истраживање тврдњи о паранормалном као фундаменталистичке материјалисте, тврдећи да они догматично одбацују било које доказе у који су у сукобу са материјализмом као халуцинације или превару.
У Француској, наметање ограничења на ношење марама на глави у државним школама означено је као „секуларни фундаментализам”. У Сједињеним Државама, приватна или културна нетрпељивост према женама које носе хиџаб и политичком активизму Муслимана су исто тако били означени као „секуларни фундаментализам” са тачке гледишта муслимана у САД.
Термин „фундаментализам” се понекад примењује за поједностављивање контра-културне оданости принципу или сету принципа, као у пежоративном термину „тржишни фундаментализам”, који се користи је претерано, де факто религиозно веровање у способност неометаних слободно тржишних гледишта или политика у решавање економских и друштвених проблема. Према економисти Џону Квигину, стандардна својства „економско фундаменталистичке реторике” су „догматична” навођења и тврдње да свако ко има супротне ставове није прави економиста. Пензионисани професор религиозних студија Родерик Хиндери набраја позитивне квалитете који се приписују политичком, економском и другим формама културног фундаментализма, укључујући виталност, ентузијазам, спремност да се речи подрже акцијама, и избегавање лаког компромиса," али и негативне аспекте, као што су психолошки ставови, повремено елитистичке и песимистичке перспективе, а у неким случајевима, дословност.

## Критицизам
Социолог религије Текс Сампл тврди да је погрешно да се муслимани, Јевреји, или хришћани сматрају фундаменталистима. Уместо тога, фундаменталистички фундаментализам је њихова примарна брига, преко и изнад других деноминационих или верских разматрања.
Критицизам Елиота Дорфа:
Да би се у пракси спроводио фундаменталистички програм, било би потребно савршено разумевање древног језика оригиналног текста, ако се заиста истински текст може разликовати од варијанти. Штавише, људска бића су она која преносе ово разумевање између генерација. Чак и ако би неко желео да следи дословну реч Божју, потреба да људи прво разумеју ту реч захтева људску интерпретацију. Кроз тај процес, људска погрешивост бива нераздвојно помешана са самим значење божанске речи. Као резултат тога, немогуће је пратити неспорну Божју реч; једино се може постићи људско разумевање Божје воље.
Хауард Турман је био интервјуисан у касним 1970-тим за ББЦ репортажу о религији. Он је изјавио током интервјуа:
Сматрам да су вере, догме и теологије изуми ума. Природа ума је да изводи смисао из искуства, да редукује конгломерате искуства до јединица разумевања које називамо начелима, идеологијама или појмовима. Верско искуство је динамично, текуће, пенушаво, превируће. Али ум не може да рукује тиме, па мора на неки начин да зароби верско искуство, да га стави у боцу. Затим, када се искуство смири, ум се усредсређује на њега и извлачи концепте, појмове, догме, тако да религиозно искуство може имати смисла у уму. У међувремену верско искуство се и даље доживљава, тако да док ја започнем моју догму тако да могу мислити о томе, верско искуство постаје предмет размишљања.
Утицајни критицизми фундаментализма обухватају Џејмс Барове књиге о хришћанском фундаментализму и Басам Тибијева анализу исламског фундаментализма.
Политичка употреба термина „фундаментализам” је исто тако била критикована. „Фундаментализам” су политичке групе користиле за нападање својих опонената, флексибилно употребљавајући термин у зависности од својих политичких интереса. Према Џудит Нагати, професору на Институту за азијска истраживања у Националном универзитету Сингапура, „Афганистански муџахедини, закључани у борбу са совјетским непријатељем 1980-тих, могли су да добијају похвале као 'борци за слободу' од стране њихових америчких подупиралаца у то време, док се садашњи Талибани, сматрају између осталог заштитницима америчког непријатеља Осаме бин Ладена, и да су недвосмислено 'фундаменталисти'.”
Једна студија спроведена на универзитету у Единбургу је извела закључак да између њених шест мерених димензија религиозности, „нижа интелигенција је у највећој мери асоцирана са највишим нивоима фундаментализма”.